# 东南高速铁路
东南高速铁路（法語：LGV Sud-Est），简称“东南线”，是法国首条高速铁路，連接巴黎與里昂，長409公里，巴黎里昂間為425公里。於1981年9月開幕，法國高速列車於此路線的最高營運速度為300公里。

## 歷史
- 1967年7月10日：法國國鐵進行了一項關於高速鐵路的研究。
- 1971年3月26日：新路線的計劃於跨部門會議上通過。
- 1976年3月23日：公共事業公司發表聲明，法令由時任總理希拉克簽署。
- 1976年12月7日：開始動工。
- 1981年2月26日：一輛TGV-PSE列車於本線打破了380km/h的世界最快輪軌速度紀錄。
- 1981年9月22日：南段Saint-Florentin至Sathonay路段由時任法國總統密特朗主持開幕儀式。
- 1981年9月27日：開始商業營運。
- 1983年9月25日：北段Combs-la-Ville至Saint-Forentin路段開始營運。
- 1992年8月31日：一輛TGV列車於馬孔-羅什車站出軌，幾位月台上等候列車的乘客輕傷。
- 1992年12月13日：連接东南高速铁路至法國南部的罗讷-阿尔卑斯高速铁路通車。
- 1994年5月26日：連接东南高速铁路至法國北部的东部互联高速铁路通車，但位處Villeneuve-Saint-Georges的三角交匯處尚未完成。該處最後於1996年6月2日完成。

## 車站
东南高速铁路的車站包括勒克勒佐TGV站、马孔-洛什TGV站和里昂帕尔迪厄站，當中克勒佐和马孔－洛什兩站都遠離民居。另外，巴黎里昂站為TGV列車主要開出地點，不過此站不在東南線上，而是在巴黎－馬賽鐵路之上，TGV列車需要先經過一段普速鐵路才可高速行駛。

## 列車
營運初時使用TGV-PSE、黃色郵政快遞列車，時速270公里。後期，TGV-PSE經過改裝，時速可達300公里，與後期TGV-D雙層列車以及TGV-R等車種看齊。

## 路線
东南高速铁路總共經過3個大區：
- 法蘭西島
- 勃艮第-弗朗什-孔泰大区
- 奥弗涅-罗讷-阿尔卑斯大区

## 外部連結
- （法文）High-speed rail lines site （页面存档备份，存于）